# Pozděchov (přírodní památka)
Pozděchov je přírodní památka na jižním okraji obce Pozděchov v okrese Vsetín. Důvodem ochrany je lokalita šafránu bělokvětého (Crocus albiflorus).